# Ösjöskogens naturreservat
Ösjöskogens naturreservat är ett naturreservat i Årjängs kommun i Värmlands län.
Området är naturskyddat sedan 2018 och är 96 hektar stort. Reservatet ligger vid norra stranden av Ösjön och består av barrblandskog av gran och tall.